# 魯賢祠 (福建省)
魯賢祠，又稱魯班廟，位於福建省福州市臺江區後洲街道汀洲社區山邊街55號，是福建省中唯一供拜魯班的廟宇。廟宇建於大清光緒22年（1896年），屬三落式磚木結構，供奉三行祖師魯班。廟宇設置多堵精巧護牆及大量雕刻塑像、浮雕及壁畫。

## 歷史
魯賢祠是當時福州南臺山邊街的同業人士所集資，由一批住宅建築工人所興建。為了祭祀先師魯班，他們修建了這座廟。廟內所奉祀之魯班先師，又名公輸般，是春秋戰國時代的魯國人，擅長木工，死後被尊為木匠的祖師。每逢農曆三月廿三（一說為三月十五或三月二十）是魯班先師誕，魯班廟的值理會舉辦隆重的慶祝儀式。很多木匠與石匠都會在這天到廟拜祭這位祖師。到該廟參拜的善信主要是三行工人。他們祈求本行的聖人魯班賜福，保佑他們工作順利和平安。每年的農曆三月廿三（一說為三月十五或三月二十），信眾均會慶祝魯班先師誕。

## 建築風格

### 本體
現如今僅存的祠堂內，結構基本保全完整，屬三落式的磚木結構，佔地面積500多平方米，保全了諸多的戲臺、天井、大殿、後殿等正常祠堂該配備的佈局。

### 戲臺
首落門為木樓戲臺，戲臺的主體構造為傳統歇山頂，位於屋頂下方。

### 走馬廊
在天井的兩側，左右均有走馬廊，在舊時，老闆可以上二樓「走馬樓」看戲臺表演的閩劇或評話等。在第二落的兩側，左右也均有走馬廊。

### 題字
正門兩旁有楷體對聯：「構木倣皇初共託聖人之宇」；「傳薪貽我後群登大匠之門」。正殿內供奉魯班先師神位，神龕上有「魯班先師府」五字，下懸「金玉滿堂」布帷。